# Theochila
Theochila is een geslacht in de orde van de Lepidoptera (vlinders) familie van de Pieridae (Witjes).
Theochila werd in 1958 beschreven door Field.

## Soort
Theochila omvat alleen de volgende soort:
- Theochila maenacte - (Boisduval, 1836)